# Noyant-d'Allier
Pour les articles homonymes, voir Noyant (homonymie).
Noyant-d'Allier est une commune française rurale, située dans le département de l'Allier, en région Auvergne-Rhône-Alpes.
Ses habitants, au nombre de 599 au recensement de 2022, sont appelés les Noyantais et les Noyantaises.

## Géographie

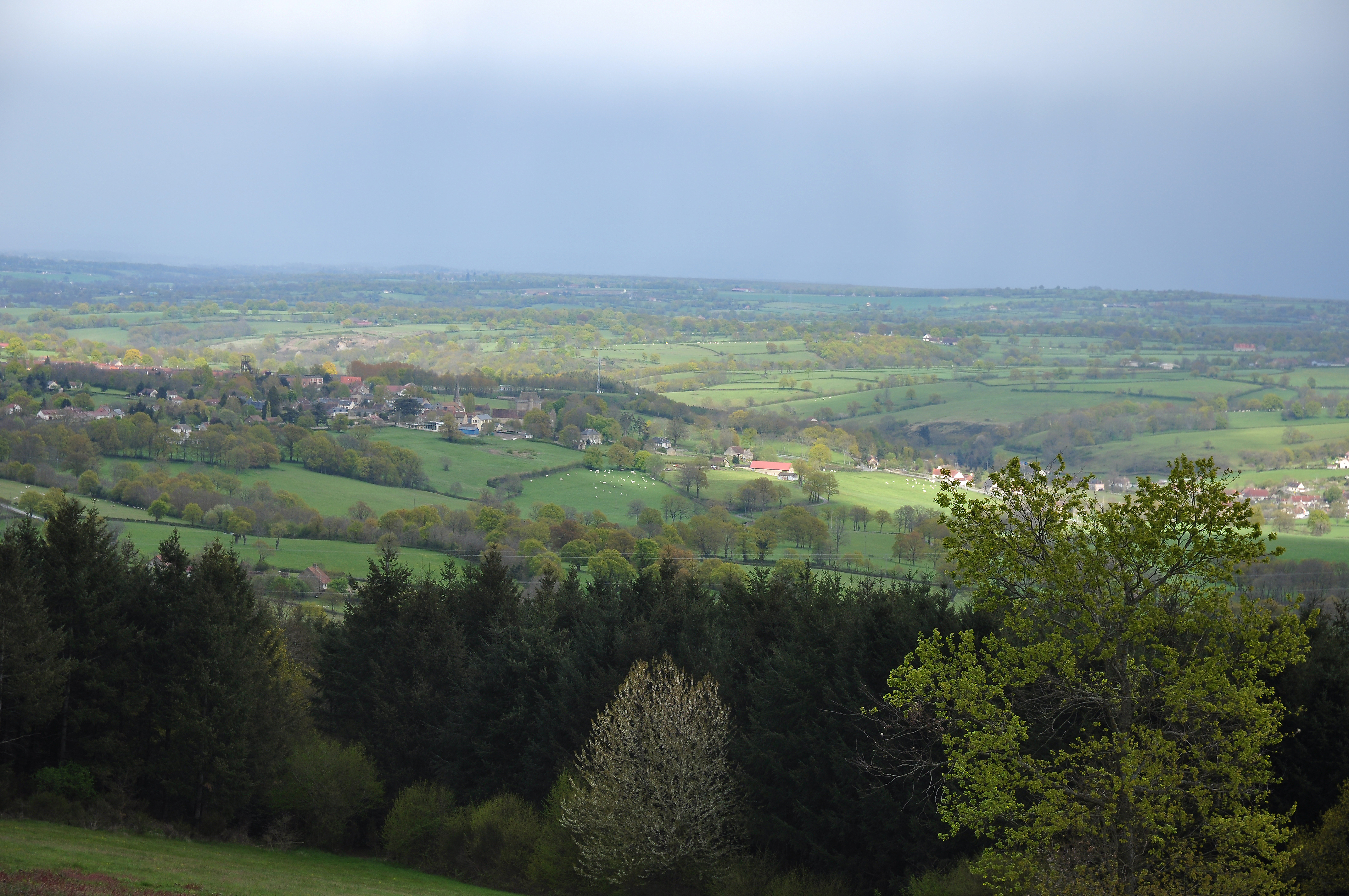
Vue sur Noyant à partir des côtes Matras.

### Localisation
Noyant-d'Allier est située au centre du département de l'Allier, dans le Bocage bourbonnais.
Le territoire de la commune est limitrophe de six autres communes :
| Gipcy   | Meillers        | Souvigny             |
|         | Noyant-d'Allier |                      |
| Tronget |                 | Châtillon Cressanges |

### Hydrographie
La commune est traversée par la Queune, affluent de la rive gauche de l'Allier.

### Climat
Pour des articles plus généraux, voir Climat d'Auvergne-Rhône-Alpes et Climat de l'Allier.
En 2010, le climat de la commune est de type climat océanique dégradé des plaines du Centre et du Nord, selon une étude du CNRS s'appuyant sur une série de données couvrant la période 1971-2000. En 2020, Météo-France publie une typologie des climats de la France métropolitaine dans laquelle la commune est exposée à un climat océanique altéré et est dans la région climatique Centre et contreforts nord du Massif Central, caractérisée par un air sec en été et un bon ensoleillement.
Pour la période 1971-2000, la température annuelle moyenne est de 11,1 °C, avec une amplitude thermique annuelle de 16 °C. Le cumul annuel moyen de précipitations est de 796 mm, avec 11,3 jours de précipitations en janvier et 6,5 jours en juillet. Pour la période 1991-2020, la température moyenne annuelle observée sur la station météorologique de Météo-France la plus proche, « Bourbon_sapc », sur la commune de Bourbon-l'Archambault à 13 km à vol d'oiseau, est de 11,9 °C et le cumul annuel moyen de précipitations est de 777,2 mm,. Pour l'avenir, les paramètres climatiques de la commune estimés pour 2050 selon différents scénarios d'émission de gaz à effet de serre sont consultables sur un site dédié publié par Météo-France en novembre 2022.

## Urbanisme

### Typologie
Au 1er janvier 2024, Noyant-d'Allier est catégorisée commune rurale à habitat dispersé, selon la nouvelle grille communale de densité à 7 niveaux définie par l'Insee en 2022.
Elle est située hors unité urbaine. Par ailleurs la commune fait partie de l'aire d'attraction de Moulins, dont elle est une commune de la couronne,. Cette aire, qui regroupe 64 communes, est catégorisée dans les aires de 50 000 à moins de 200 000 habitants,.

### Occupation des sols

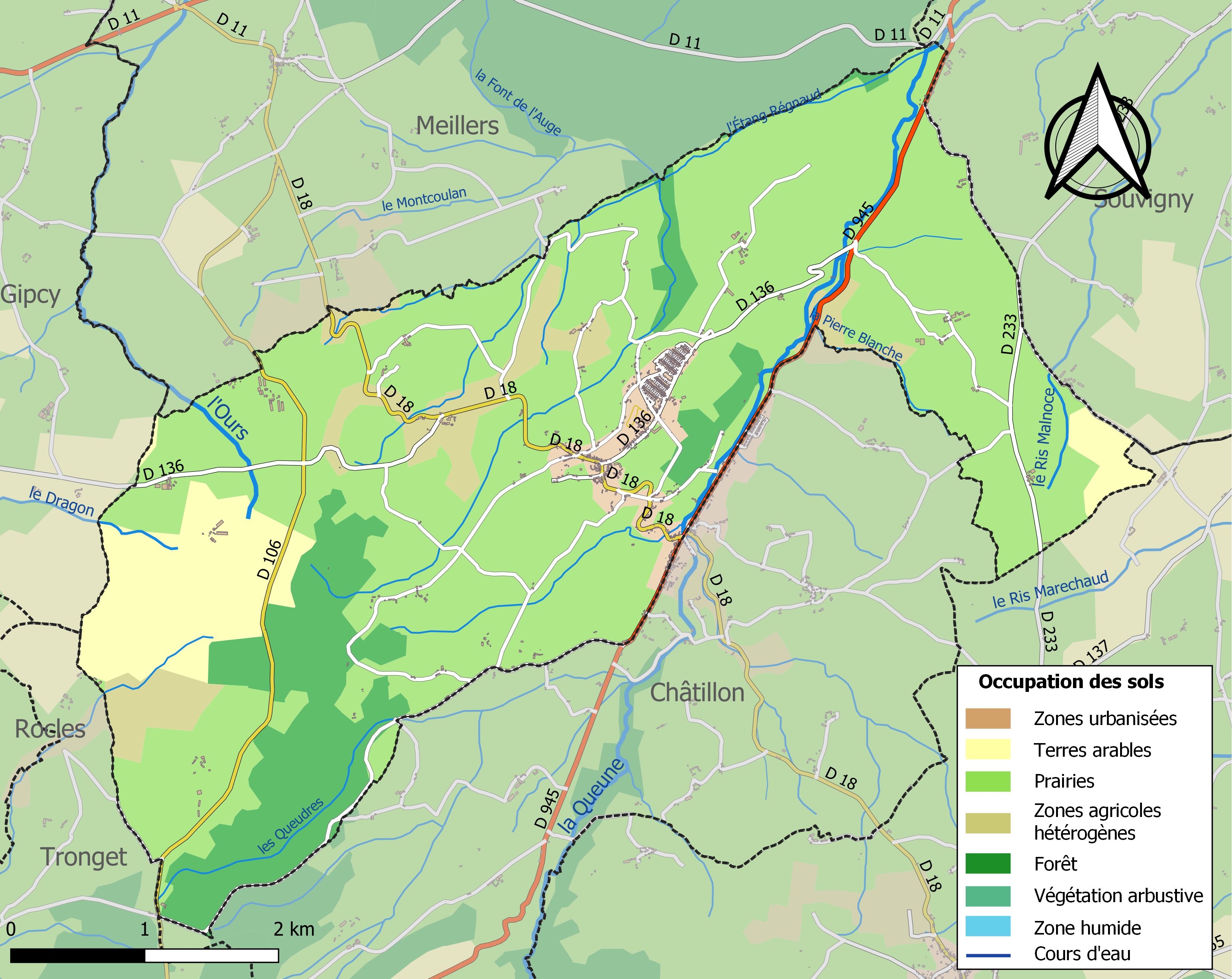
Carte des infrastructures et de l'occupation des sols de la commune en 2018 (CLC).

L'occupation des sols de la commune, telle qu'elle ressort de la base de données européenne d’occupation biophysique des sols Corine Land Cover (CLC), est marquée par l'importance des territoires agricoles (83,5 % en 2018), une proportion sensiblement équivalente à celle de 1990 (83,8 %). La répartition détaillée en 2018 est la suivante : prairies (68,1 %), forêts (13,4 %), terres arables (8,8 %), zones agricoles hétérogènes (6,6 %), zones urbanisées (3 %).
L'IGN met par ailleurs à disposition un outil en ligne permettant de comparer l’évolution dans le temps de l’occupation des sols de la commune (ou de territoires à des échelles différentes). Plusieurs époques sont accessibles sous forme de cartes ou photos aériennes : la carte de Cassini (XVIIIe siècle), la carte d'état-major (1820-1866) et la période actuelle (1950 à aujourd'hui).

### Voies de communication et transports
Les routes départementales 18 (Meillers – Cressanges), 106 (Meillers – Tronget, passant à l'ouest) et 945 (Souvigny – Le Montet) passent sur le territoire communal.
La commune est également desservie par la ligne B01 du réseau interurbain Cars Région Allier, géré par la région Auvergne-Rhône-Alpes ; ces cars relient Moulins à Montlucon.
Noyant-d'Allier se trouve sur l'ex ligne de chemin de fer Montluçon-Moulins, sur laquelle circulent, depuis 2008 et sur 10 km, les vélorails du Bourbonnais au départ de la gare de Noyant-d'Allier.

## Histoire
Noyant-d'Allier et ses environs ont été marqués aux XIXe et XXe siècles par l'exploitation minière du charbon. La mine a fermé pendant la Seconde Guerre mondiale, à la suite d'un important incendie qui a coûté des vies humaines.
Après les accords de Genève (1954) mettant fin à la guerre d'Indochine, la ville de Noyant abrite un Centre d'accueil des Français d'Indochine (CAFI), qui reçoit 1 500 rapatriés de 1955 à 1965, accueillis dans les anciens corons des mineurs.
Dans les années 1980, la communauté bouddhiste érige une pagode dans la ville, entourée d’un jardin de statues, afin de pratiquer son culte. La première pierre de cette pagode est posée en 1982.
Par la suite, une trentaine de statues de bouddhas sont construits afin de border l'allée qui mène à la pagode. Le plus impressionnant est un bouddha doré de sept mètres de haut.

## Politique et administration

### Découpage territorial
La commune de Noyant-d'Allier est membre de la communauté de communes du Bocage Bourbonnais, un établissement public de coopération intercommunale (EPCI) à fiscalité propre créé le 1er janvier 2017 dont le siège est à Bourbon-l'Archambault. Ce dernier est par ailleurs membre d'autres groupements intercommunaux.
Sur le plan administratif, elle est rattachée à l'arrondissement de Moulins, au département de l'Allier, en tant que circonscription administrative de l'État, et à la région Auvergne-Rhône-Alpes. Avant le redécoupage cantonal, la commune faisait partie du canton de Souvigny.
Sur le plan électoral, elle dépend du canton de Souvigny pour l'élection des conseillers départementaux, depuis le redécoupage cantonal de 2014 entré en vigueur en 2015, et de la première circonscription de l'Allier pour les élections législatives, depuis le dernier découpage électoral de 2010 (troisième circonscription avant 2010).

### Élections municipales et communautaires

#### Élections de 2020
Le conseil municipal de Noyant-d'Allier, commune de moins de 1 000 habitants, est élu au scrutin majoritaire plurinominal à deux tours avec candidatures isolées ou groupées et possibilité de panachage. Compte tenu de la population communale, le nombre de sièges à pourvoir lors des élections municipales de 2020 est de 15. Sur les trente-trois candidats en lice, quinze ont été élus dès le premier tour, le 15 mars 2020, avec un taux de participation de 67,83 %.

#### Liste des maires
| Période                                  | Période                      | Identité           | Étiquette | Qualité |
| ---------------------------------------- | ---------------------------- | ------------------ | --------- | ------- |
| Les données manquantes sont à compléter. |                              |                    |           |         |
|                                          | mars 2001                    | Claude Desfougères |           |         |
| mars 2001                                | mai 2020                     | Michel Lafay       | DVG       |         |
| mai 2020                                 | En cours (au 8 juillet 2020) | Yves Petiot        | PCF       |         |

## Population et société

### Démographie
Les habitants de la commune sont appelés les Noyantais et les Noyantaises.
L'évolution du nombre d'habitants est connue à travers les recensements de la population effectués dans la commune depuis 1793. Pour les communes de moins de 10 000 habitants, une enquête de recensement portant sur toute la population est réalisée tous les cinq ans, les populations de référence des années intermédiaires étant quant à elles estimées par interpolation ou extrapolation. Pour la commune, le premier recensement exhaustif entrant dans le cadre du nouveau dispositif a été réalisé en 2007.

En 2022, la commune comptait 599 habitants, en évolution de −8,27 % par rapport à 2016 (Allier : −1,38 %, France hors Mayotte : +2,11 %).
| 1793 | 1800 | 1806 | 1821 | 1831 | 1836 | 1841 | 1846 | 1851 |
| ---- | ---- | ---- | ---- | ---- | ---- | ---- | ---- | ---- |
| 739  | 715  | 705  | 863  | 780  | 803  | 809  | 741  | 760  |

| 1856 | 1861 | 1866 | 1872 | 1876 | 1881 | 1886 | 1891 | 1896 |
| ---- | ---- | ---- | ---- | ---- | ---- | ---- | ---- | ---- |
| 859  | 864  | 859  | 872  | 874  | 866  | 862  | 795  | 818  |

| 1901 | 1906  | 1911  | 1921  | 1926  | 1931  | 1936  | 1946  | 1954  |
| ---- | ----- | ----- | ----- | ----- | ----- | ----- | ----- | ----- |
| 877  | 1 028 | 1 427 | 1 697 | 1 616 | 1 671 | 1 601 | 1 757 | 1 016 |

| 1962  | 1968  | 1975  | 1982  | 1990 | 1999 | 2006 | 2007 | 2012 |
| ----- | ----- | ----- | ----- | ---- | ---- | ---- | ---- | ---- |
| 1 947 | 1 733 | 1 337 | 1 091 | 921  | 820  | 721  | 707  | 681  |

| 2017 | 2022 | - | - | - | - | - | - | - |
| ---- | ---- | - | - | - | - | - | - | - |
| 627  | 599  | - | - | - | - | - | - | - |

## Culture locale et patrimoine

### Lieux et monuments
- La pagode bouddhiste.
- Église Saint-Martin de Noyant-d'Allier.
- Le château fort de Noyant-d'Allier. Tour carrée à mâchicoulis du XVe siècle[28].
- Le musée de la mine et son train minier touristique.
- Le vélo-rail du Bourbonnais à l'ancienne gare.
- Le viaduc de Messarges (160 m de long et 25 m de hauteur).

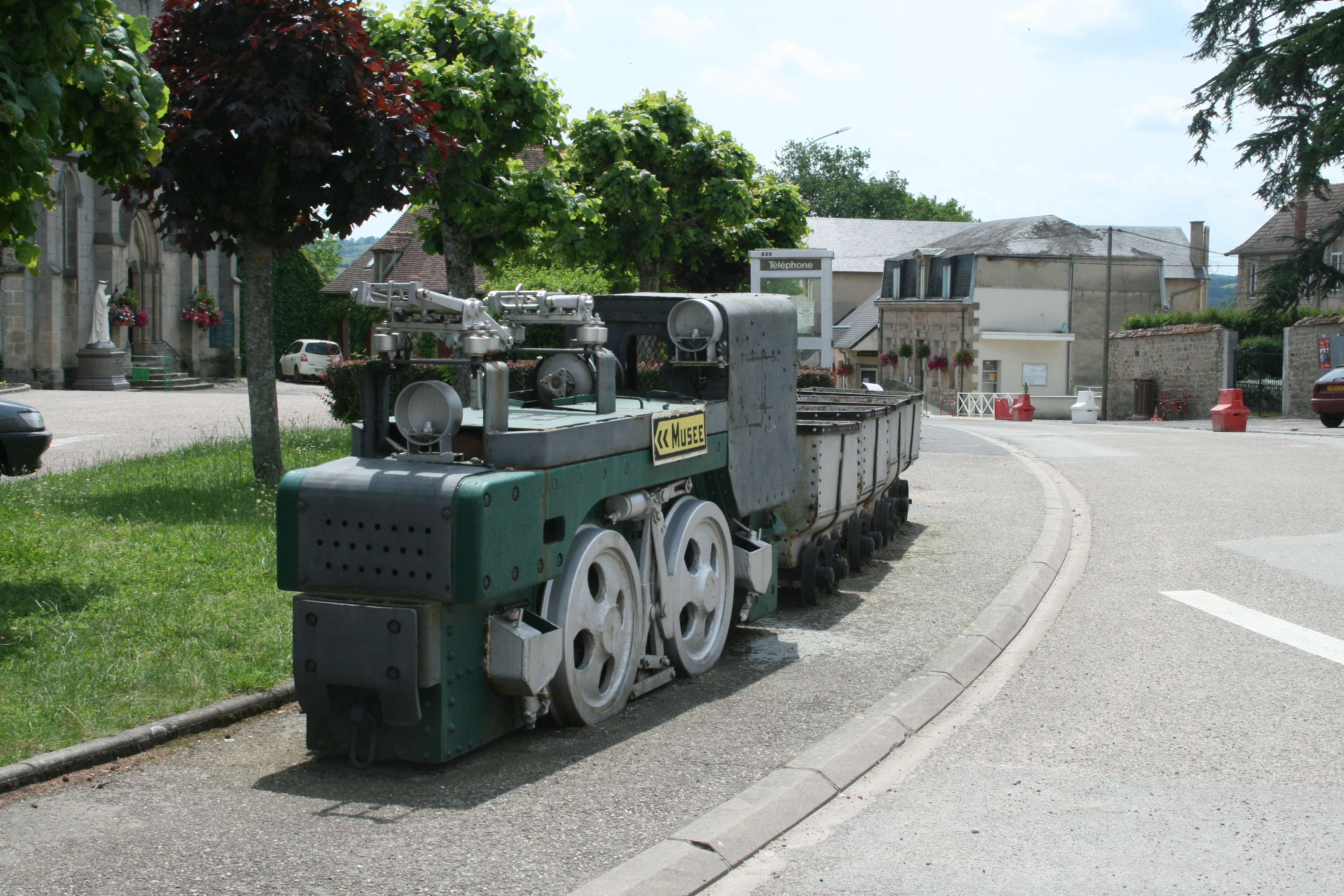
Le petit train, indiquant l'emplacement du musée de la mine.
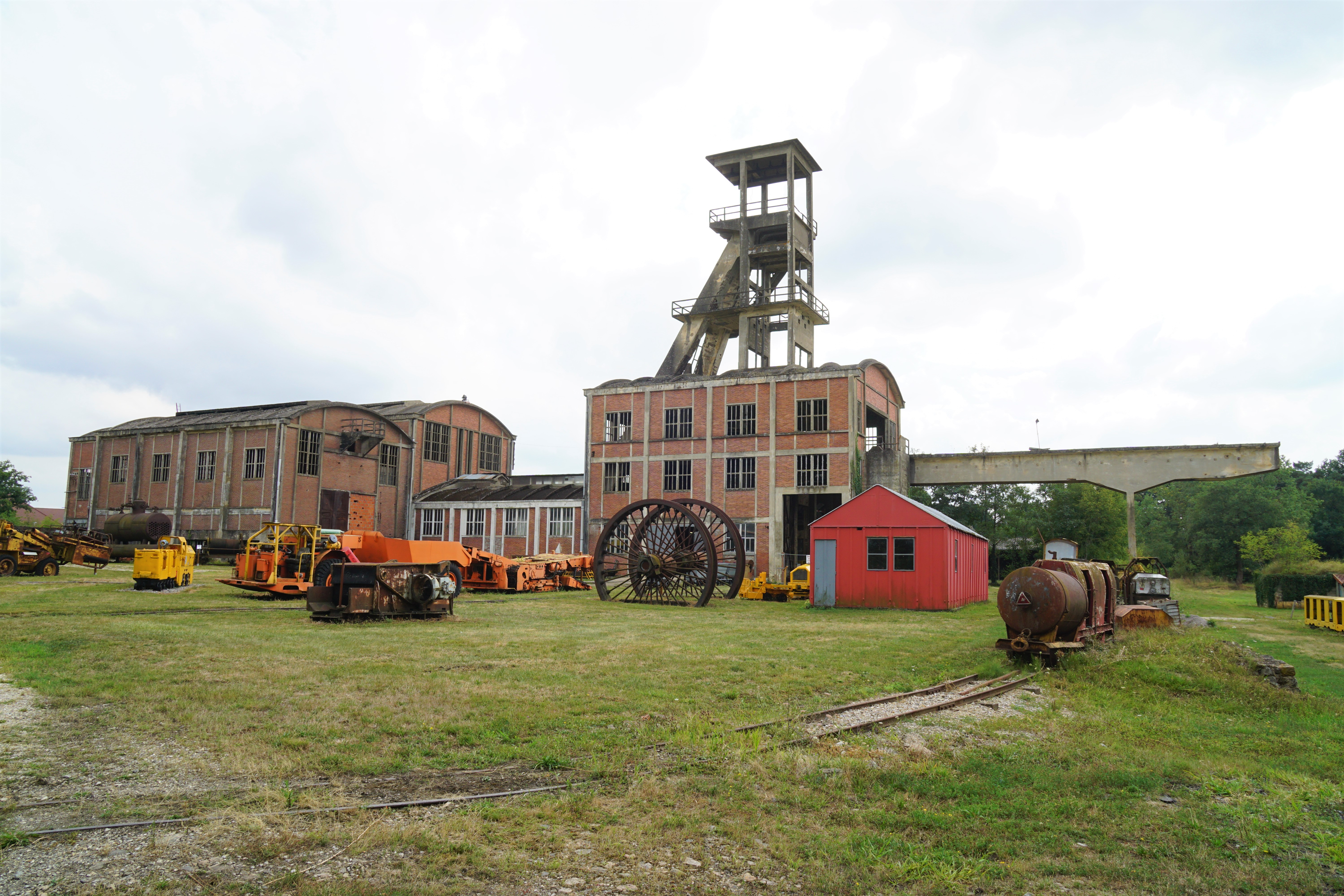
Le puits Central (musée de la mine).
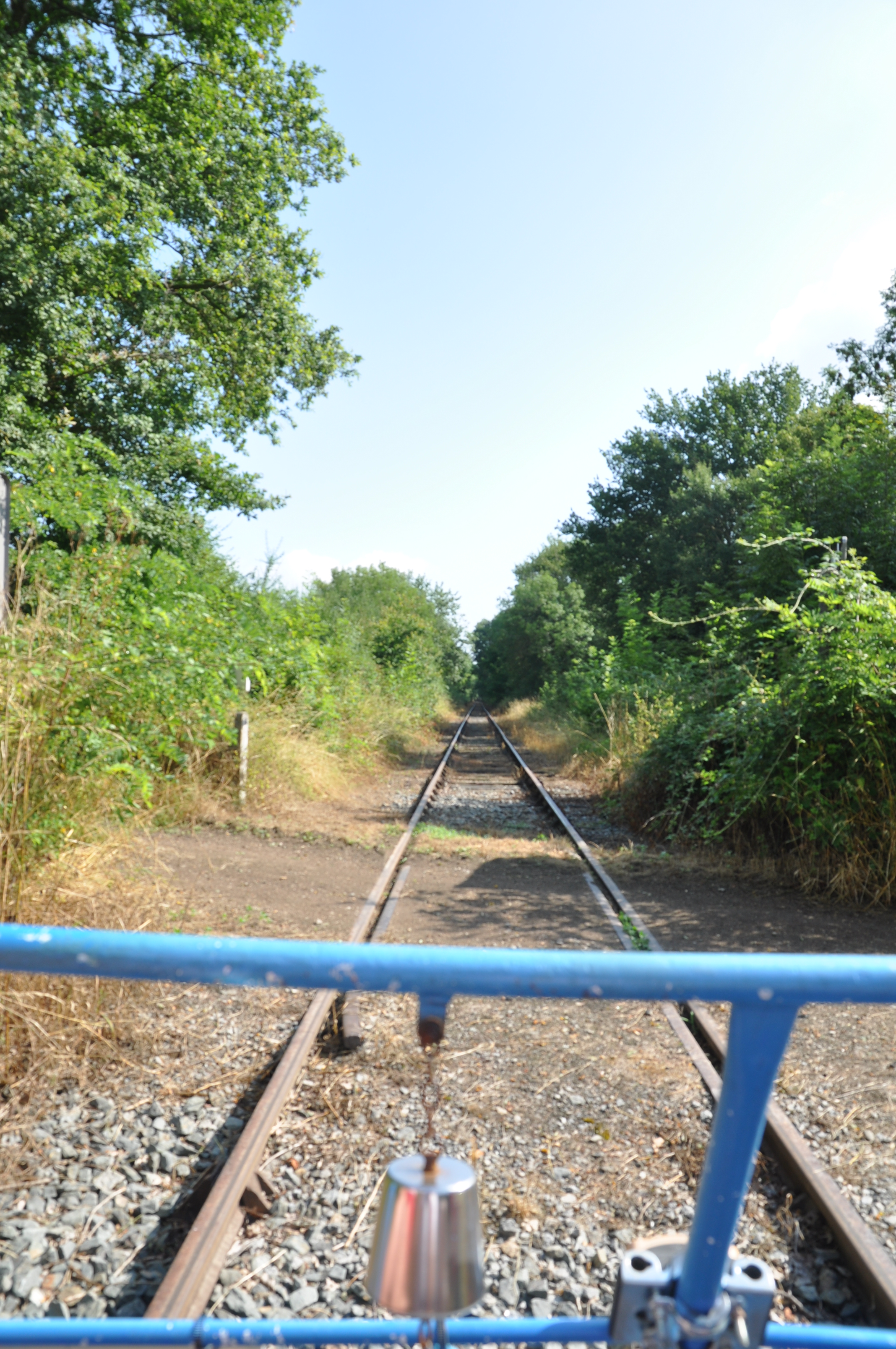
Vélorail du Bourbonnais.
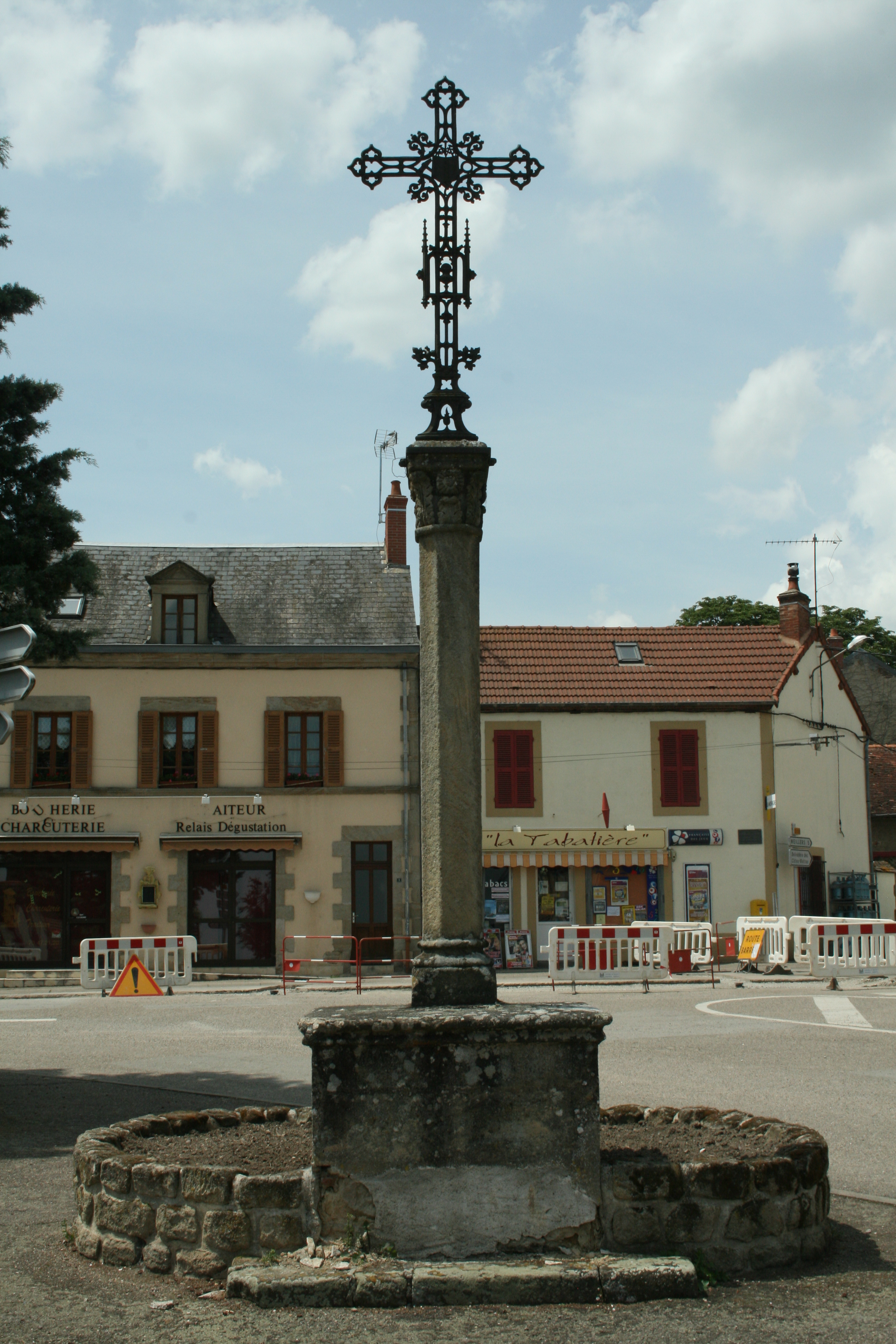
Une croix, sur la place du village.
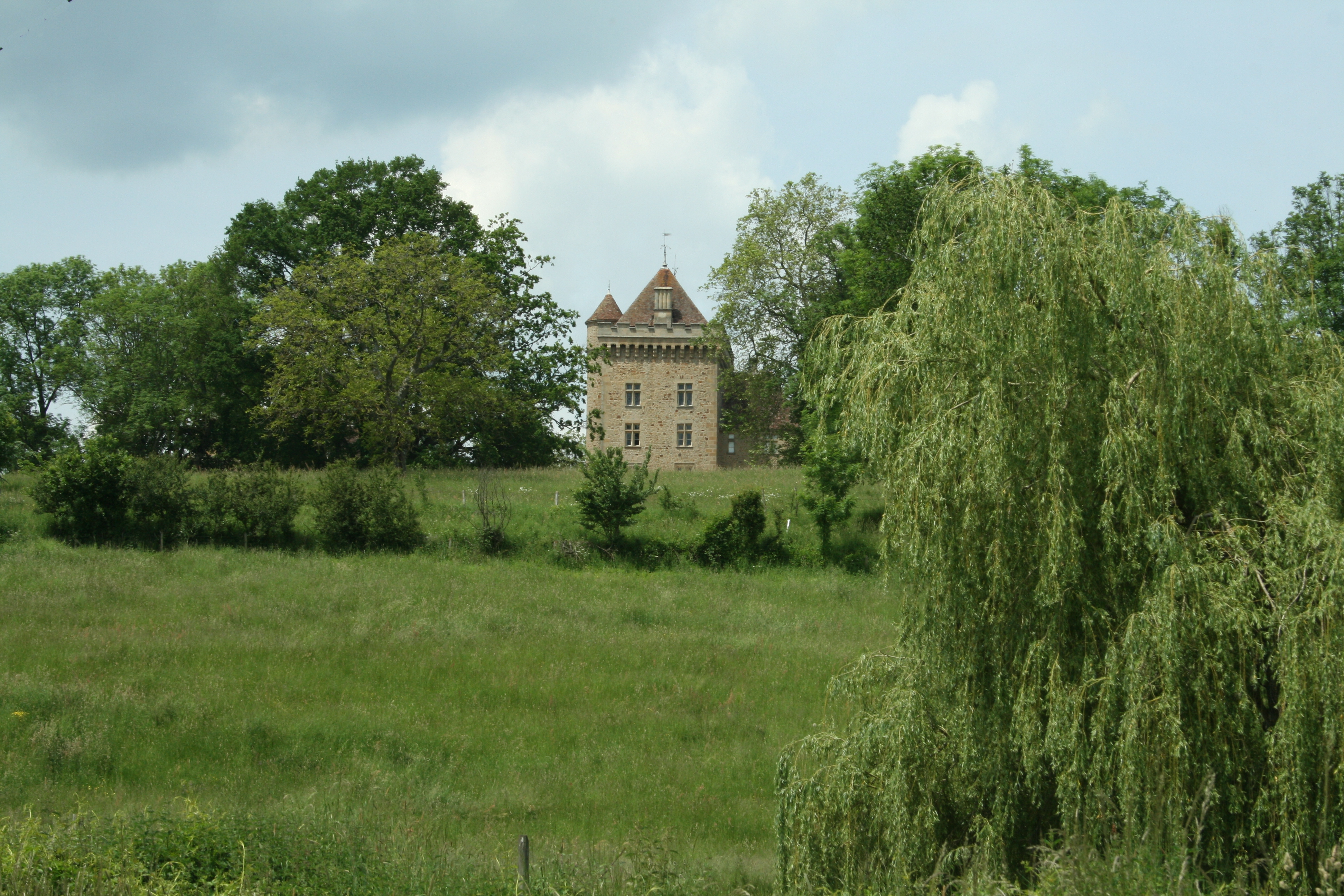
Le château près de la place du village.
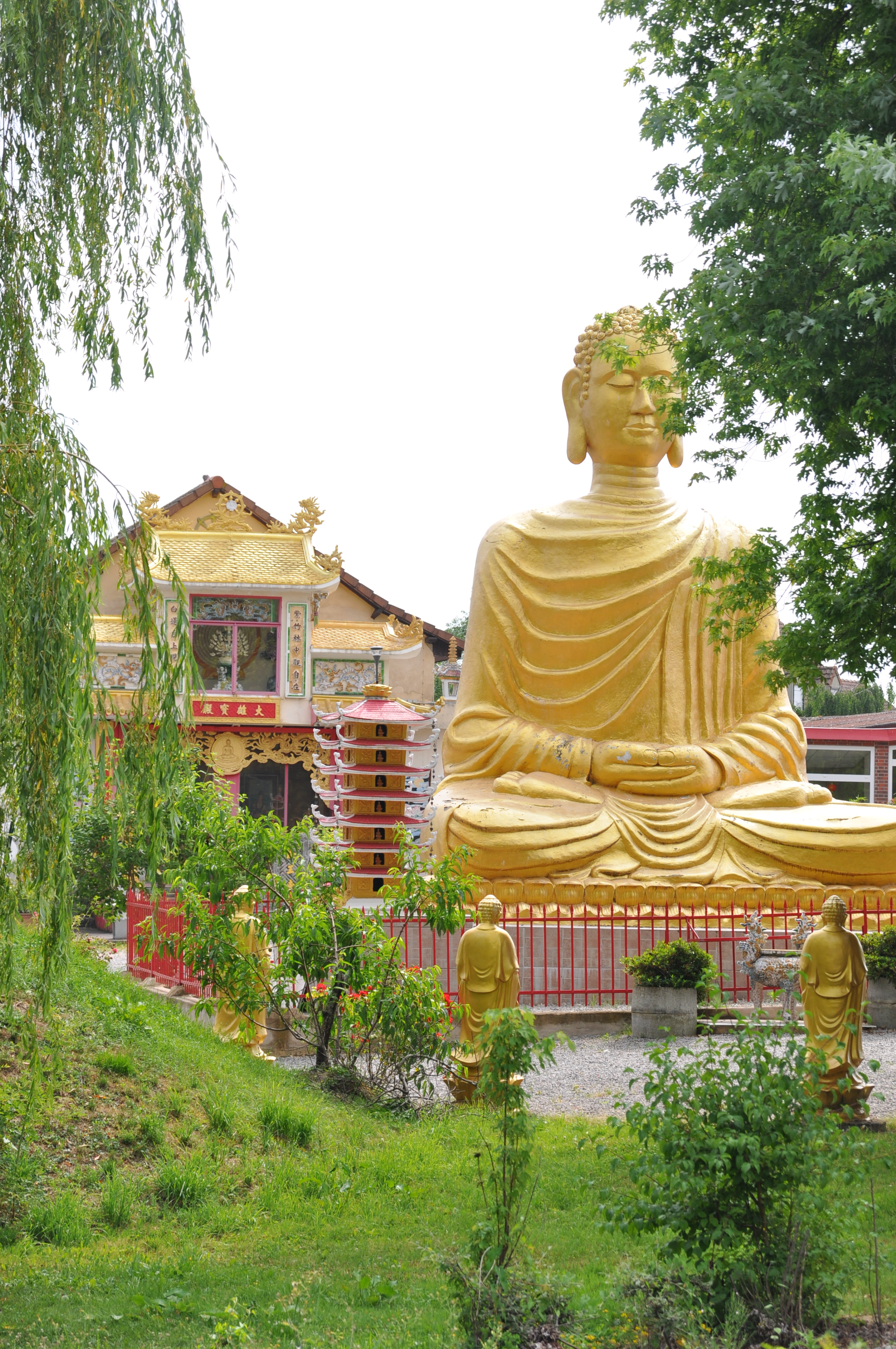
Le Bouddha de Noyant.
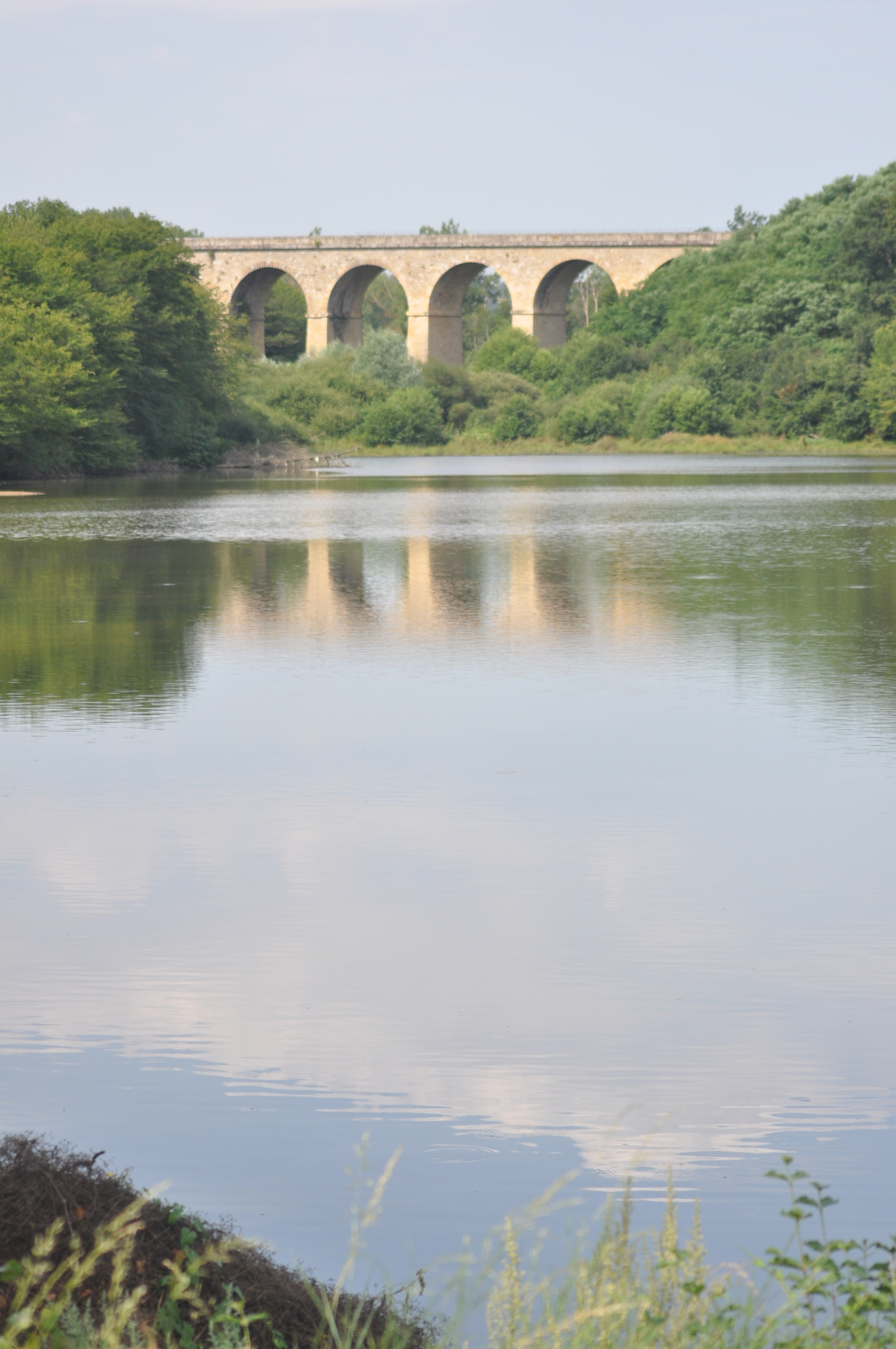
Le viaduc de Messarges.

### Tourisme
En 2018, la  pagode bouddhiste a accueilli plus de 14 000 visiteurs.

### Personnalités liées à la commune
- Michel Tylinski, footballeur, né le 18 mai 1934 à Noyant-d'Allier et décédé le 22 mars 2003 à Saint-Priest-en-Jarez, champion de France 1957 avec l' AS Saint-Étienne.
- Richard Tylinski, frère de Michel, footballeur international, né le 18 septembre 1937 à Noyant-d'Allier et décédé le 16 août 2025, trois sélections en équipe de France A,  champion de France 1957 et 1964 avec l'AS Saint-Étienne.
- Jeanne Cressanges, écrivaine née en 1929 à Noyant dont sa mère était originaire et décédée le 27 juillet 2024. Elle a passé une partie de son enfance dans le Bourbonnais auquel elle est restée très attachée et qu'elle évoque souvent dans ses romans et récits, comme dans La Feuille de bétel (publié chez trois éditeurs: Casterman en 1962, J'ai lu en 1970, no  363 et Des Figures et des Lieux 2006), qui a inspiré la série télévisée du même nom, elle retrace l'installation de la communauté rapatriée d'Indochine à Noyant-d'Allier. Un chemin balisé « la balade de Jeanne » au départ de la place devant la Pagode, permet sur une douzaine de kilomètres de découvrir à travers le bocage, les sites où elle a vécu ou qui l'ont inspirée.
- Roger Paschy (né en 1944), karatéka, champion d'Europe
- Michel Cantin (né en 1950), corniste, s'est retiré à Noyant-d'Allier à l'âge de la retraite.